# Provincia Larecaja
La provincia de Larecaja es una provincia de Bolivia, ubicada en el norte del departamento de La Paz. Su capital es Sorata. 
Fue creada el 18 de octubre de 1826 por el presidente de la República, el mariscal Antonio José de Sucre.  
La extensión territorial de la provincia alcanza los 8.110 kilómetros cuadrados y tiene una población de 86.122 habitantes (según el Censo INE 2012), la cual la gran mayoría es de origen aimara, quechuas, lecos.
Tiene una elevación media de 1954 m s. n. m.P or ser una región templada con tres pisos ecológicos, su economía se basa en la explotación de minerales, madera y producción agropecuaria, con cultivos de café, cacao, cereales y cítricos entre otros.
Cuenta con una diversidad de minerales y recursos en flora y fauna que son parte de Larecaja.

## Administración
La provincia está compuesta por 8 municipios, los cuales son los siguientes:
| Municipio | Población (Municipio) | Población (Capital) |
| --------- | --------------------- | ------------------- |
| Sorata    | 23.512                | 2.778               |
| Guanay    | 14.788                | 4.165               |
| Tacacoma  | 8.182                 | 794                 |
| Quiabaya  | 2.684                 | 378                 |
| Combaya   | 3.731                 | 897                 |
| Tipuani   | 9.985                 | 2.456               |
| Mapiri    | 13.891                | 3.446               |
| Teoponte  | 9.349                 | 1.519               |

## Demografía
De acuerdo con el censo boliviano de 2024, la población de la provincia de Larecaja es de 106 735 habitantes.
La población de la provincia de Larecaja ha aumentado en un tercio en las últimas tres décadas: 
| Año  | Habitantes | Fuente                  |
| ---- | ---------- | ----------------------- |
| 1992 | 68 762     | Censo boliviano de 1992 |
| 2001 | 68 063     | Censo boliviano de 2001 |
| 2012 | 86 122     | Censo boliviano de 2012 |
| 2024 | 106 735    | Censo boliviano de 2024 |

### Población por municipios
El municipio que más ha crecido porcentualmente en población fue el municipio de Sorata. Su crecimiento hasta 2019 es de 64,8 % (desde 1992). El crecimiento de Sorata se encuentra por encima del crecimiento promedio de la provincia y del promedio del departamento, aunque todavía sigue por debajo del promedio nacional 
| Población histórica de los municipios de la provincia de Larecaja | Población histórica de los municipios de la provincia de Larecaja | Población histórica de los municipios de la provincia de Larecaja | Población histórica de los municipios de la provincia de Larecaja | Población histórica de los municipios de la provincia de Larecaja | Población histórica de los municipios de la provincia de Larecaja |
| Municipio                                                         | Censo de 1992                                                     | Censo de 2001                                                     | Censo de 2012                                                     | Estimación 2019                                                   | Crecimiento (1992-2019)                                           |
| ----------------------------------------------------------------- | ----------------------------------------------------------------- | ----------------------------------------------------------------- | ----------------------------------------------------------------- | ----------------------------------------------------------------- | ----------------------------------------------------------------- |
| Municipio de Sorata                                               | 15 630                                                            | 18 932                                                            | 23 512                                                            | 25 772                                                            | 64,8 %                                                            |
| Municipio de Guanay                                               | 10 230                                                            | 11 528                                                            | 14 788                                                            | 15 904                                                            | 55,4 %                                                            |
| Municipio de Tacacoma                                             | 6 881                                                             | 6 269                                                             | 8 182                                                             | 8 790                                                             | 27,7 %                                                            |
| Municipio de Quiabaya                                             | 2 212                                                             | 2 580                                                             | 2 684                                                             | 2 650                                                             | 19,8 %                                                            |
| Municipio de Combaya                                              | 2 569                                                             | 2 691                                                             | 3 731                                                             | 3 998                                                             | 55,6 %                                                            |
| Municipio de Tipuani                                              | 13 708                                                            | 9 321                                                             | 9 985                                                             | 10 413                                                            | -25,1 %                                                           |
| Municipio de Mapiri                                               | 9 471                                                             | 9 633                                                             | 13 891                                                            | 14 763                                                            | 55,8 %                                                            |
| Municipio de Teoponte                                             | 8 061                                                             | 7 109                                                             | 9 349                                                             | 10 004                                                            | 24,1 %                                                            |
| Provincia Larecaja                                                | 68 762                                                            | 68 063                                                            | 86 122                                                            | 92 294                                                            | 34,2 %                                                            |
| Departamento de La Paz                                            | 1 900 786                                                         | 2 350 466                                                         | 2 719 344                                                         | 2 904 996                                                         | 52,8 %                                                            |
| Bolivia                                                           | 6 420 792                                                         | 8 274 325                                                         | 10 059 856                                                        | 11 469 900                                                        | 78,6 %                                                            |

## Atractivos turísticos
Esta provincia posee varios centros turísticos reconocidos a nivel nacional e internacional, entre los que se destacan la localidad de Sorata que se encuentra a los pies del majestuoso nevado Illampu.
Esta región es considerada privilegiada por sus riquezas naturales, uno de sus atractivos más visitados es la cueva de San Pedro.
Entre sus danzas más representativas autóctonas están los Lecos de Larecaja, Guanay, los Jach’a Sicus de Sorata y los Phakos de Tatacoma.
Este hermoso paraíso es muy bueno para los amantes de la pesca, donde se pueden sacar diferentes especies de peces como: tachaca, pacú, tambaquí, piraiba, dorados y diferentes especies de bagres.